# Moçâmedes
Moçâmedes es una ciudad angoleña ubicada en la provincia de Namibe, siendo capital de la misma. Es una ciudad costera del desierto situada en el suroeste de Angola y fue fundada en 1840 por la administración colonial portuguesa. La población actual de la ciudad es 86.366 (estimación de 2006). Namibe tiene un clima seco del desierto y la vegetación fresca debido a su proximidad al desierto del Namib. Entre 1985 y 2016 su nombre era Namibe.

## Transporte
Moçâmedes es la estación terminal del Ferrocarril de Moçâmedes. Esta línea era originalmente del calibre 600 mm, pero se convirtió en calibre 1.067 mm en la década de 1950.
Namibe igualmente es uno de los 3 principales puertos de Angola, junto con Luanda y Lobito. En tanto el Aeropuerto de Moçâmedes, situado a unos 7 km al sur de la ciudad, sirve de enlace aéreo. El antiguo aeropuerto Yuri Gagarin, solamente a 1.7 km del centro de la ciudad, conecta la ciudad con el resto del país.